# Франклин Шафнър
Франклин Шафнър (на английски: Franklin Schaffner) е американски режисьор.

## Биография
Франклин Шафнър е роден на 30 май 1920 година в Токио, Япония. Той е син на американските мисионери Сара Хортинг (по баща Суордс) и Пол Франклин Шафнър  и е израснал в Япония.
Семейство Шафнър се завръща в Съединените щати и се установява в Ланкастър, Пенсилвания, когато Франклин Шафнър е на 5 години.  Франклин Шафнър посещава гимназия Дж. П. Маккаски, където се появява като г-н Дарси в училищната продукция на „Гордост и предразсъдъци“.  През 1938 г. завършва първия випуск на гимназия Маккаски като първи випуск. 
Шафнър завършва Франклин и Маршал колидж в Ланкастър.  Като студент участва активно в драматичната програма в „Green Room Theatre“ на колежа, където се появява в единадесет пиеси и служи като президент на „Green Room Club“.  След това учи право в Колумбийския университет в Ню Йорк, но образованието му е прекъснато от служба във ВМС на Съединените щати през Втората световна война, по време на която той служи с амфибийни сили в Европа и Северна Африка. В по-късните етапи на войната той е изпратен в тихоокеанския Далечен изток, за да служи за стратегически услуги на Съединените щати. 

### Кариера
Франклин Шафнър се завръща в Съединените щати след войната. Работил е за организация за световен мир, след това като асистент режисьор на поредицата документални филми „Походът на времето“. Той става директор в отдела за новини и обществени въпроси на телевизия Си Би Ес, където работата му включва отразяване на спорт, конкурси за красота и обществени програми.
През 1950 г. той режисира „Предателят“, първият епизод на Форд театър.  Той също така прави адаптации на „Алиса в страната на чудесата“  и „Островът на съкровищата“.  През 1950-те години работи предимно в театъра и телевизията.
През януари 1960 г. Шафнър подписва договор за няколко филма с Кълъмбия Пикчърс.  Първият му филм е „Стриптийзьорката“ (1963), направен във Fox по пиеса на Уилям Инге, с участието на Ричард Беймър и Джоан Удуърд. Филмът е добре приет от критиката, но не е търговски успех. 
Той отива във Великобритания, за да направи „Двойният човек“ (1967) с Юл Бринър, за който Шафнър признава, че е работил заради парите. 
Шафнър има огромен критичен и комерсиален успех с „Планетата на маймуните“ (1968) с участието на Чарлтън Хестън. През декември 1968 г. подписва неексклузивна сделка за три филма с Колумбия. 
Следващият му филм обаче е за Туентиът Сенчъри Фокс „Патън“ (1970), биографичен филм за генерал Патън с участието на Джордж Скот. Филмът носи голям успех, за който Шафнър печели наградата на Академията „Оскар“ за най-добър режисьор и наградата на Гилдията на режисьорите на Америка за най-добър режисьор.
Той прави „Николай и Александра“ (1971) за продуцента Сам Шпигел. Филмът е скъп провал в боксофиса. Последва „Пеперудата“ (1973) епос за 14 милиона долара със Стийв Маккуин и Дъстин Хофман, който има значителен финансов успех.  През 1971 г. Шафнър казва, че филмите му „почти винаги са за хора, които са извън своето време и място.“ 
Шафнър се събира отново с Джордж Скот в „Острови по течението“ (1977), базиран на романа на Ърнест Хемингуей.  След това прави „Момчетата от Бразилия“ (1978) по роман на Айра Левин с Грегъри Пек.
Последните филми на Шафнер са добре приетите от критиката „Лъвско сърце“ (1987) и „Добре дошъл у дома“ (1989).
Франклин Шафнър е президент на Гилдията на режисьорите на Америка от 1987 г. до смъртта си през 1989 г.
През 1981 г. сценаристът Уилям Голдман идентифицира Шафнър, като един от тримата най-добри режисьори (тогава живи) в боравенето с „обхват“ (дарба за екранни епоси) във филмите. Другите двама са Дейвид Лийн и Ричард Атънбъро. 

### Персонален живот
Франклин Шафнър се жени за Хелън Джийн Гилкрист през 1948 г. Двойката има две деца, Джени и Кейт. Тя почива през 2007 г.

### Смърт
Франклин Шафнър умира на 2 юли 1989 г. на 69-годишна възраст.  Той е изписан 10 дни преди смъртта си от болница, където се лекуваше от рак на белия дроб.

## Избрана филмография
| Година | Филм                   | Оригинално заглавие  |
| ------ | ---------------------- | -------------------- |
| 1968   | Планетата на маймуните | Planet of the Apes   |
| 1970   | Патън                  | Patton               |
| 1973   | Пеперудата             | Papillon             |
| 1978   | Момчетата от Бразилия  | The Boys from Brazil |